# Perfect World (công ty)
Perfect World (Thế giới hoàn mỹ - tiếng Trung: 完美世界; trước là Hoàn mỹ thời không - tiếng Trung: 完美时空) là một công ty trò chơi trực tuyến, công ty điện ảnh có trụ sở chính tại Trung Quốc chuyên về các Trò chơi nhập vai trực tuyến nhiều người chơi và sản xuất, phát hành phim . Công ty Perfect World được thành lập năm 2004 bởi Trì Vũ Phong, chủ tịch của Beijing Hongen Education and Technology . Công ty này nhắm đến việc phát triển và chào bán các trò chơi mang những nét đặc trưng của Trung Quốc. Đợt phát hành lần đầu ra công chúng của công ty trên sàn NASDAQ hoàn tất vào tháng 7 năm 2007 .

## Lịch sử
Tháng 3 năm 2004, Beijing Perfect World Network Technology (hay gọi là Bắc Kinh Hoàn Mỹ Thời Không) được thành lập 
Tháng 1 năm 2006 · Trò chơi trực tuyến 3D quy mô lớn Perfect World của Perfect World chính thức đi vào hoạt động thương mại.
22 tháng 4 năm 2008 Hoàn Mỹ Thời Không mua một phần vốn chủ sở hữu của Chengdu Yihai Qingtian Digital Entertainment với giá 3 triệu Đô la Mỹ. Tháng 6, mua lại đa số cổ phần trong Torchlight Runic Games. Tháng 8, công ty truyền thông Hoàn Mỹ ảnh thị Bắc Kinh được thành lập, sau đó được niêm yết trên thị trường cổ phiếu hạng A trong nước vào tháng 12 năm 2014 (mã SZSE: 002624). Năm 2009, Perfect World tham gia vào một thỏa thuận độc quyền phát hành trò chơi Torchlight trên toàn thế giới, một trò chơi nhập vai - hành động thực hiện bởi Runic Games. 18 tháng 5 năm 2010 Perfect World Entertaiment mua lại tập đoàn Runic Games .
Trung tâm mua sắm ngoại vi của Hoàn Mỹ Thời Không ra mắt vào ngày 16 tháng 9 năm 2008  .
1 tháng 11 năm 2010, công ty truyền thông Hoàn Mỹ ảnh thị Bắc Kinh ký kết hợp tác lâu dài với các đạo diễn nổi tiếng trong nước như: Triệu Bảo Cương, Đằng Hoa Đào, Quách Tĩnh Vũ, Lưu Giang . Tháng 12 năm 2010 Hoàn Mỹ Thời Không mua lại InterServ International Inc một công ty con của Global InterServ (B.V.I) , việc mua lại này cho phép Hoàn Mỹ Thời Không mua lại Global InterServ (Caymans) một công ty con của Global InterServ (B.V.I) và dòng sản phẩm game Tiếu Ngạo Giang Hồ Online do Interserv International Inc sản xuất. Cùng tháng Perfect Music Radio ra đời (Radio.wanmei.com).
31 tháng 5 năm 2011, Perfect World Entertainment thông báo chính thức mua lại Cryptic Studios từ Atari với giá hơn 50 triệu đô .
5 tháng 12 năm 2012, Perfect World thành lập công ty con tại Malaysia .. 18 tháng 10 năm 2012, công ty Valve tuyên bố một thỏa thuận cho phép Perfect World đặc quyền phát hành tựa game Dota 2 tại Trung Quốc .
31 tháng 5 năm 2013 Thế giới hoàn mỹ được mời tham gia vào phái đoàn doanh nhân cao cấp nhất của Trung Quốc, cùng với nhà lãnh đạo tối cao Trung Quốc đến thăm Mexico và những nơi khác. Đây cũng là lần đầu tiên công ty game online của Trung Quốc được mời tham gia vào một phái đoàn . 12 tháng 11 năm 2013, Perfect World mua lại 100% cổ phần TGBus.com và mua lại một ít cổ phiếu PTBus.com . 17 tháng 12 năm 2013, Perfect World mua lại Tập đoàn Unknown Worlds Entertainment .
Năm 2014, Perfect World ra mắt App NGA . Năm 2014, vòng thứ năm của cuộc tham vấn cấp cao của Sở giao dịch Nhân văn Trung Hoa - Hoa Kỳ được tổ chức tại Đại lễ đường Nhân dân, Phó thủ tướng Lưu Diên Đông gặp Trì Vũ Phong, người đứng đầu Thế giới hoàn mỹ. 28 và 29 tháng 3 năm 2014, Chủ tịch Trung Quốc Tập Cận Bình tổ chức một chuyến đi đến bốn nước châu Âu, Giám đốc điều hành Thế giới hoàn mỹ Tiêu Hoằng đại diện cho doanh nghiệp đi cùng chủ tịch . Tháng 7 năm 2014, Giám đốc điều hành Thế giới Hoàn Mỹ Tiêu Hoằng và Phó chủ tịch kim đại phát ngôn viên chính thức Thế giới hoàn mỹ Vương Vũ Uẩn đến thăm Brazil với Chủ tịch Tập Cận Bình . 17 tháng 9 năm 2014 DVD của công ty Hoàn Mỹ ảnh thị Bắc Kinh được chọn làm quà tặng từ các nhà lãnh đạo Trung Quốc cho các nhà lãnh đạo nước ngoài . 26 tháng 11 năm 2014 công ty Hoàn Mỹ ảnh thị Bắc Kinh đổi tên thành công ty truyền thông Hoàn Mỹ ảnh thị Bắc Kinh . Tháng 12 năm 2014, "Biết Trung Quốc" - Dự án Thanh niên ưu tú Trung Hoa - Hòa Kỳ của Thế giới hoàn mỹ diễn ra tại Hoa Kỳ . Công ty giáo dục Thế giới hoàn mỹ được thành lập cùng năm .
Năm 2015, Perfect World phát minh A9VG, Điện thoại thông minh có kết nối Internet DOSPY. Cùng năm, thành lập website 766.com. 27 tháng 4 năm 2015, Perfect World Games hoàn thành tư nhân hóa . Tháng 7 năm 2015, Perfect World Games hoàn thành giao dịch cá nhân. 26 tháng 9 năm 2015 đại diện của Thế giới hoàn mỹ tham dự bữa ăn tối chào đón chuyến thăm của Tập Cận Bình đến Hoa Kỳ và cuộc họp cấp cao của sáng kiến giáo dục toàn cầu đầu tiên Liên Hợp Quốc . Là một trong những đối tác chiến lược của UNESCO, Perfect World đã chứng kiến sự thành công của diễn đàn Thanh niên UNESCO lần thứ 9 tại trụ sở UNESCO tại Paris, Pháp diễn ra ngày 26 tháng 10 năm 2015 .
11 tháng 5 năm 2016, Perfect World Entertainment hợp tác với Motiga . Tháng 7 năm 2016, Giải trí Hoàn Mỹ Hoàn Cầu  chính thức đổi tên thành Perfect World Co, chứng khoán của công ty thay đổi từ Perfect Global thành Perfect World . Tháng 9 năm 2016, Perfect World Trung Quốc mua Antaeus Cinema Chain để tự quảng bá bằng sự hợp nhất giữa các ngành và phát triển ngành giải trí . 15 tháng 12 năm 2016 StarGame trở thành công ty con hoàn toàn thuộc sở hữu của Perfect World .
Ngày 28 tháng 2 năm 2017, Perfect World ra công bố kết quả kinh doanh hàng năm . Tháng 4 năm 2017, Perfect World tổ chức thành công Giải Vô địch Dota 2 Châu Á lần thứ hai, và nhận được thông cáo từ các phương tiện truyền thông chính thống như CCTV, điều này làm dấy lên mối quan tâm rộng rãi trong xã hội, và một lần nữa thúc đẩy sự phát triển của ngành thể thao điện tử Trung Quốc với trình độ chuyên nghiệp và sức mạnh. Sản phẩm thể thao điện tử CS:GO chính thức phát hành phiên bản beta vào ngày 15 tháng 9 năm 2017, tích cực thúc đẩy sự phát triển của thể thao điện tử Trung Quốc. Crossout bản beta được mở vào ngày 11 tháng 7 năm 2017, là một bước quan trọng trong phát triển thể thao điện tử ba chiều của Thế giới hoàn mỹ. Tháng 6 năm 2017, Perfect World Pictures, Village Roadshow Entertainment Group, WME | IMG ba công ty Trung Quốc công bố thành lập tập đoàn Hoàn mỹ uy tú ngu nhạc (Perfect Village Entertainment) . Hội nghị thường niên của hội đồng quản trị của Diễn đàn hợp tác kinh tế châu Á - Thái Bình Dương (APEC) năm 2017 bổ sung Perfect World là đơn vị quản lý và giám đốc điều hành Thế giới hoàn mỹ Tiêu Hoằng được bổ nhiệm làm giám đốc điều hành . 14 tháng 6 năm 2017 Perfect World tham gia triển lãm thị trường truyền hình Liên hoan phim truyền hình Thượng Hải lần thứ 23 .
Hội đồng kinh doanh Trung Quốc B20 được thành lập tại Bắc Kinh. Tiểu Hoằng, giám đốc điều hành của Perfect World, được bầu làm phó chủ tịch hội đồng quản trị, Perfect World là Phó chủ tịch đơn vị .
Vương Vũ Uẩn Phó chủ tịch cấp cao, người phát ngôn chính thức và chủ tịch của công ty cổ phần đầu tư giáo dục Thế giới Hoàn Mỹ được bầu là phó chủ tịch Ủy ban chuyên gia hiệp hội thương mại dịch vụ Trung Quốc, có hiệu lực từ tháng 5 năm 2017 đến tháng 4 năm 2020 .
Năm 2017 hợp tác với Gia Hành bằng cách đầu tư 500 triệu nhân dân Tệ để mua cổ phần của họ và thâu tóm 10% cổ phần của công ty Gia Hành . Năm 2017 hội nghị chiến lược "Siêu liên kết" Thế Giới Hoàn Mỹ được chính thức tổ chức . Tháng 6 năm 2017, đêm Điện ảnh và Truyền hình Thế giới Hoàn Mỹ 2017 Thượng Hải được tổ chức, và 38 nội dung tốt được phát hành "Bảy ma trận kinh doanh" được chính thức ra mắt . 3 tháng 11 năm 2017, Perfect World thông báo đóng cửa Runic Games, cùng với đợt sa thải lớn tại Motiga .
Năm 2019, Perfect World đã bán một phần cổ phần của mình trong Unknown Worlds cho một tổ chức không được tiết lộ 
Perfect World bán Perfect World Entertainment và Cryptic Studios cho Embracer Group. Cả hai Studio đều thuộc Gearbox kể từ năm 2021.
7 tháng 4 năm 2021, Perfect World  thành lập công ty Pinera Pictures.
Tháng 8 năm 2021 công ty truyền thông Hoàn Mỹ ảnh thị Bắc Kinh đổi tên thành Thế Giới Hoàn Mỹ tương tác giải trí Bắc Kinh .
31 tháng 5 năm 2024, công ty mẹ của TikTok là ByteDance đã bổ nhiệm cựu giám đốc điều hành của Perfect World, Zhang Yunfan, để lãnh đạo các studio và bộ phận kỹ thuật của công ty .
24 tháng 12 năm 2024, nhà phát triển Monopoly Go là Scopely đã mua lại Chengfeng Studio của Perfect World với giá 34,5 triệu đô la .

## Tiến ra thế giới
17 tháng 2 năm 2016, Thế giới Hoàn Mỹ công bố một thỏa thuận đồng tài trợ dài hạn với Universal Studios, công ty sẽ giúp Universal Studios làm phim trong 5 năm, đây là lần đầu tiên một công ty Trung Quốc trực tiếp đầu tư với một studio lớn của Hoa Kỳ,hợp đồng có giá trị lên đến 500 triệu Đô La Mỹ, Thế giới Hoàn Mỹ sẽ được hưởng 25% doanh thu từ mỗi phim sản xuất, đổi lại Universal Studios sẽ là nhà phát hành .
Tháng 4 năm 2016, Perfect World Pictures đã hợp nhất thành công cùng với Perfect World Games bằng cách phát hành cổ phiếu. Tháng 7 cùng năm, Công ty Perfect World Pictures thông báo rằng công ty đã chính thức được đổi tên thành Công ty Thế giới Hoàng Mỹ (Perfect World), gọi tắt là "Thế giới Hoàn Mỹ", một động thái thể hiện rằng Perfect World Game việc tái cơ cấu cũng đã tạo ra tập đoàn điện ảnh và game trực tuyến lớn nhất ở Trung Quốc. Tháng 9 năm 2016, Thế giới hoàn mỹ mua lại Antaeus Cinema Line với mức giá không được tiết lộ . Tháng 10 năm 2016, Công ty Perfect World Cinema Line Management Co., Ltd. và Công ty Perfect World Cinemas Management Co., Ltd. đã được thành lập, chủ yếu tham gia vào quản lý chuyên ngành điện ảnh và quản lý rạp chiếu phim. Các hoạt động kinh doanh chính của công ty bao gồm đầu tư xây dựng rạp chiếu phim, phân phối phim, chiếu phim và hoạt động kinh doanh phái sinh liên quan đến rạp chiếu phim, bao gồm sản xuất và quảng cáo.

## Game

### Phát triển và phát hành
- Thế giới Hoàn mỹ -  Đồ họa máy tính 3D Trò chơi nhập vai trực tuyến nhiều người chơi 1/20

2006: Đài Loan, Hồng Kông, Ma Cao, Nhật Bản, Việt Nam, Hàn Quốc, Philippines, Braxin, Malaysia, Singapore
2007: Thái Lan, Indonesia, Nga và các quốc gia và khu vực nói tiếng Nga
2008: Khoảng 40 nước châu Âu, Bắc Mỹ
- Võ lâm ngoại truyện - 11/2006

7/ 2007 : Malaysia, Singapore, Thái Lan, Nhật Bản, Đài Loan, Hong Kong, Ma Cao
1/2008: Việt Nam
9/2008: Hàn Quốc
- Tru Tiên -  Đồ họa máy tính 3D Trò chơi nhập vai trực tuyến nhiều người chơi 5/2007

2008: Malaysia, Singapore, Thái Lan, Việt Nam, Đài Loan, Hồng Kông, Ma Cao, Nhật Bản, Philippines, Hàn Quốc
2009: Bắc Mỹ
- Chibi Online - Đồ họa máy tính 3D Trò chơi nhập vai trực tuyến nhiều người chơi 1/2008

2008: Malaysia, Singapore, Thái Lan, Việt Nam, Đài Loan, Hồng Kông, Ma Cao, Nhật Bản, Hàn Quốc. Đóng cửa ở Đài Loan vào năm 2013.
- Hot Dance Party - Đồ họa máy tính 3D Trò chơi nhập vai trực tuyến nhiều người chơi 3/2008

5/2008: Malaysia, Singapore, Thái Lan, Việt Nam
- Khẩu Đại Tây Du - Đồ họa máy tính 3D Trò chơi nhập vai trực tuyến nhiều người chơi 26/6/2008

2009: Hàn Quốc, Đài Loan, Bắc Mỹ
- Thần Quỷ Truyền Kỳ - 2.5D Trò chơi nhập vai trực tuyến nhiều người chơi 4/5/2009

2009: Đài Loan, Hồng Kông, Ma Cao
- Hoàn Mỹ tiền truyện - Open beta - 9/2009
- Torchlight - 10/2009
- Forsaken World - Thần ma đại lục - 21/10/2010 [48]
- Thế giới thần quỷ  - Beta - 22/3/2011 [49]
- Thế giới hoàn mỹ mô phỏng và điều hành game trực tuyến du hí "Saint Seiya Online" - 7/2011 [50]
- Ỷ Thiên Đồ Long ký - 18/8/2011 [51]
- Rusty Hearts - 9/2011 - Bắc Mỹ [52]
- Mộng huyễn Thần điêu hiệp lữ - Phiên bản Q - Trò chơi nhập vai trực tuyến nhiều người chơi -16/12/2011 [53]
- C & C Media, một công ty con hoàn toàn thuộc sở hữu của Perfect World, ra mắt MORPG 2D Dark Blood tại Nhật Bản - 4/2012 [54]
- Hot Dance Party 2 - 7/2012
- Anh hùng xạ điêu - 3D Trò chơi nhập vai trực tuyến nhiều người chơi - 23/72012 [55]
- Thần điêu đại hiệp - 2D - 9/8/2012 [56][57]
- Torchlight II - 20/9/2012
- 19 tháng 10 năm 2012, Dota 2 - Perfect World ký thỏa thuận hợp tác với công ty Valve của Mỹ để có được quyền độc quyền Dota 2 tại Trung Quốc đại lục [58]
- RaiderZ - 11/2012 - Khu vực Bắc Mỹ [59]
- Perfect World 2 -  2/12/2012
- Dota 2 - Phiên bản thử nghiệm - 25/9/2013 [60]
- Touch - Web game 3D - Game Dance Online - 25/3/2013 [61]
- Toriko - Web game theo lượt 2D - Phiên bản Q - 13/5/2013 [62]
- Tháng 5 năm 2013 ra mắt game di động Sở Hán truyền kỳ phiên bản thẻ, game du hí mô phỏng Quốc Vương vạn tuế,  2D Trò chơi nhập vai theo lượt Thần điêu đại hiệp [62]
- Sở Hán truyền kỳ phiên bản quốc tế - Phiên bản Beta - 4/2013 [63]
- Tháng 6 năm 2013 Tiếu ngạo giang hồ ra mắt phiên bản beta [64]
- Thánh Vương - 3D Trò chơi nhập vai trực tuyến nhiều người chơi - 19/5/2013 [65]
- Forsaken World: War of Shadows - 25/6/2014
- Tháng 3 năm 2015 Perfect World, Cryptic Studios thông báo phiên bản Xbox của Neverwinter được chính thức phát hành tại các thị trường châu Âu và Mỹ [66]
- Tháng 4 năm 2016 Trò chơi tthực tế ảo "Subnautica" được liệt kê [67]
- Tháng 5 năm 2016 Phiên bản di động của "Ỷ Thiên Đồ Long ký" ra mắt phiên bản beta [68]
- 20 tháng 7 năm 2017 phát hành Gigantic, 31 tháng 7 năm 2018 đóng cửa [69]
- Năm 2017 phiên bản di động của Tru Tiên ra mắt phiên bản beta [70]
- 8 tháng 1 năm 2018 HOB server PSN ra mắt tại Hong Kong
- Võ lâm ngoại truyện mobile ra mắt phiên bản beta mới vào ngày 8 tháng 3 năm 2018
- Unruly Heroes Mobile - Trò chơi di động hành động - 18/3/2021
- Shadow of Nyog - Trò chơi di động thẻ bài
- Chiến Thần Di Tích - Android/IOS - 20/5/2021
- Tân Tru Tiên: Mộng huyền ảo - 3D - 25/6/2021
- Forsaken World: Gods and Demons - 10/9/2021
- Tower of Fantasy - Trò chơi di động- 16/12/2021
- Persona 5: The Phantom X - 12 tháng 4 năm 2024
- One-Punch Man World - 2024
- Neverness to Everness

## Phim

### Perfect World Pictures
Thành lập vào năm 2008, tham gia vào sản xuất, phân phối và tiếp thị nội dung phim  điện ảnh và truyền hình, quảng cáo liên quan đến nội dung, kinh doanh buôn bán, kinh doanh quản lý tài năng cũng như đầu tư. Là đối tác của hãng phim Hollywood Universal Pictures từ 2016.

### Công ty con

#### Nguyên Bảo Bắc Kinh
Công ty đầu tư Điện ảnh Và Truyền hình Nguyên Bảo Bắc Kinh thành lập năm 1998.

#### Thanh Xuân Nhĩ Hảo
Bắc Kinh Thanh Xuân Nhĩ Hảo Truyền thông văn hoá thành lập năm 2015.

## Phim hoạt hình
Hoàn Mỹ Côn Bằng có công cụ sản xuất hoạt hình 3D hàng đầu và một đội ngũ quốc tế đa dạng để tạo ra nội dung IP chất lượng cao và các dẫn xuất và dịch vụ cho người dùng Trung Quốc và toàn cầu, và tiếp tục thúc đẩy sự phát triển của ngành công nghiệp đồ chơi và phim hoạt hình Trung Quốc.

## Văn học
Văn học theo chiều dọc và ngang, với Internet Trung Quốc theo chiều dọc và ngang, Panda Book, Baidu Book City tổng số người dùng hàng ngày vượt quá 14 triệu USD, và tổng số lượt xem trang đạt 350 triệu USD. Số lượng tác phẩm đã vượt quá 200.000, nền tảng là sáng tạo tiểu thuyết gốc và nền tảng đọc sách kỹ thuật số ở Trung Quốc.
Văn học Thế giới Hoàn Mỹ đã tổ chức thành công diễn đàn phụ "Vấn đề chính mà văn học mạng cần phải đối mặt" trong văn học mạng Trung Quốc .

## Phương tiện truyền thông
Star Games là một trong những nhóm cộng đồng game thủ và phương tiện truyền thông lớn nhất tại Trung Quốc, bao gồm các cửa hàng MMO, thể thao điện tử, lưu trữ, trò chơi trên thiết bị di động, DOSPY và các kênh truyền thông khác. Khối lượng truy cập hàng ngày trên nền tảng là 280 triệu và lượng người dùng đăng ký vượt quá 200 triệu.
Tháng 12 năm 2017, Perfect World Holding Group đầu tư chiến lược vào DoNews để cùng tổ chức lại hoạt động kinh doanh truyền thông giải trí của Star Games. Sau khi hoàn thành việc tổ chức lại Star Games đồng thời trở thành một phần quan trọng của ma trận phương tiện truyền thông và Perfect World Holding Group là một phần quan trọng trong bố cục giải trí.

## Rạp chiếu phim
Đến nay, 90 rạp chiếu phim được kiểm soát bởi Perfect World được phân phối ở Đông Bắc Trung Quốc, Đông Trung Quốc, Nam Trung Quốc, có 20 tỉnh và thành phố trực thuộc chính quyền trung ương ở phía tây nam, bao gồm hơn 60 thành phố và các quận tự trị trên toàn quốc. Gần 200 rạp chiếu phim do Perfect World Cinema quản lý. Ngày 28 tháng 1 năm 2018, Perfect World ban hành thông báo chuyển giao tài sản liên quan đến việc kinh doanh điện ảnh cho Perfect World Holding Group với mức giá khoảng 1.665 tỷ nhân dân tệ. Cung cấp một môi trường thoải mái hơn và một giai đoạn tăng trưởng thịnh vượng hơn cho việc kinh doanh điện ảnh.